# PLEDISエンターテインメント
PLEDISエンターテインメント（プレディス・エンターテインメント、朝: 플레디스 엔터테인먼트） は、韓国の芸能企画事務所である。HYBE LABELS傘下。AFTERSCHOOL、NU'EST、SEVENTEEN、PRISTIN、TWSなどが所属している。

## 沿革
- 国立舞踊団の団員として経験を積んだ元舞踏家のハン・ソンスが、30代で大手事務所のSMエンタテインメントにマネージャーとして入所し、BoAなどのアーティストを担当。その後、2007年に、ソン・ダムビとBoAのバックダンサーとして活動していたカヒを擁して、PLEDISエンターテインメントを設立した。当初は、事務所としての建物はなく、レッスンを行うための練習場があるのみだった[1]。また同年、初の所属アーティストとして、女性ソロ歌手のソン・ダムビと契約。
- 2009年1月5日、初のアイドルグループとして、カヒをリーダーとするガールズグループ・AFTERSCHOOLがデビュー。翌年6月17日、派生ユニット・ORANGE CARAMELがデビュー。兼任メンバーのナナのみが、2017年11月20日、PLEDISとの再契約を締結した。
- 2010年冬、1stチャリティーアルバム『Happy Pledis』をリリース。翌年冬には、2ndチャリティーアルバム『Happy Pledis 2011』をリリース。ソン・ダムビ、AFTERSCHOOLに加え、後にNU'ESTとしてデビューするメンバーや、HELLOVENUSとしてデビューするユ・アラが参加した。また、収益の一部をユニセフへ寄付した。
- 2012年3月15日、5人組ボーイズグループ・NU'ESTがデビュー。
- 2012年5月9日、Fantagioとの共同6人組ガールズグループ・HELLOVENUSがデビュー。しかし、2014年7月31日にPLEDIS所属のメンバーであるユ・アラとユンジョがグループを脱退したため、同グループはFantagio所属となった。
- 2015年5月26日、13人組ボーイズグループ・SEVENTEENがデビュー。デビュー7年目を迎えた2021年7月19日には、13人のメンバー全員と再契約を締結したことを発表した[2]。
- 2016年3月23日、PLEDIS Girlzという仮称でガールズグループの結成を発表し、翌年3月21日、10人組ガールズグループ・PRISTINがデビュー。2年間の活動を経て、2019年5月24日、解散した。元メンバーのギョルギョン、ソンヨン、イェハナは、解散後もmソロとしてPLEDISに在籍している。
- 2020年5月25日、Big Hit Entertainment（現・ HYBE）による買収が開始し、同年10月18日に完了。翌年3月22日、PLEDISを含むBig Hit Labels（現 HYBE LABELS）の各レーベルが、HYBEの新本社となる龍山区の龍山トレードセンターへ移転した[3]。
- 2021年8月16日、9人組ガールズグループ・fromis_9がOFF THE RECORD Entertainmentより移籍[4]。
- 2024年1月22日、6人組ボーイズグループ・TWSがデビュー。

## 所属

### グループ
- ☆は現在所属しているグループ
- 生年月日順に記述。太字はリーダー

| ★ | グループ     | メンバー | 旧メンバー                                                                  | 活動期間                      |
| - | ------------ | --- | --------------------------------------------------------------------------- | ----------------------------- |
| ☆ | AFTERSCHOOL  | ナナ | カヒ、ジョンア、ソヨン、ジュヨン、ユイ、 レイナ、ベカ、リジ、イヨン、カウン | 2009年1月5日 -                |
|   | NU'EST       | アロン、JR、ベクホ、ミニョン、レン                                                                                            | -                                                                           | 2012年3月15日 - 2022年3月15日 |
|   | HELLOVENUS   | アリス、ナラ、ユ・アラ、ユンジョ、ライム、ユヨン                                                                              | -                                                                           | 2012年5月9日 - 2014年7月31日  |
| ☆ | SEVENTEEN    | エスクプス、ジョンハン、ジョシュア、ジュン、ホシ、ウォヌ、ウジ、 ドギョム、ミンギュ、ディエイト、スングァン、バーノン、ディノ | -                                                                           | 2015年5月26日 -               |
|   | PLEDIS Girlz | ナヨン、ロア、ユハ、ウヌ、レナ、ギョルギョン、 イェハナ、ソンヨン、シヨン、カイラ                                             | -                                                                           | 2016年3月23日 - 2017年1月6日  |
|   | PRISTIN      | ナヨン、ロア、ユハ、ウヌ、レナ、ギョルギョン、 イェハナ、ソンヨン、シヨン、カイラ                                             | -                                                                           | 2017年3月21日 - 2019年5月24日 |
|   | fromis_9     | イ・セロム、ソン・ハヨン、パク・ジウォン、ノ・ジソン、 イ・ソヨン、イ・チェヨン、イ・ナギョン、ペク・ジホン                   | チャン・ギュリ                                                              | 2021年8月16日 -               |
| ☆ | TWS          | シニュ、ドフン、ヨンジェ、ハンジン、ジフン、ギョンミン                                                                        | -                                                                           | 2024年1月22日 -               |

### ユニット
- ☆は現在所属しているユニット
- 生年月日順に記述。太字はリーダー。

| ★ | ユニット         | メンバー                                       | 脱退メンバー | 活動期間               |
| - | ---------------- | ---------------------------------------------- | ------------ | ---------------------- |
| ☆ | ORANGE CARAMEL   | ナナ                                           | レイナ、リジ | 2010年6月17日 - 現在   |
|   | AFTERSCHOOL RED  | カヒ、ジョンア、ユイ、ナナ                     | -            | 2011年7月20日          |
|   | AFTERSCHOOL BLUE | ジュヨン、レイナ、リジ、イヨン                 | -            | 2011年7月20日          |
|   | NU'EST-M         | アロン、JR、ベクホ、ミニョン、レン、ジェイソン | -            | 2013年11月 - 2014年    |
|   | NU'EST-W         | アロン、JR、ベクホ、レン                       | -            | 2017年7月25日 - 2018年 |
| ☆ | BSS              | ホシ、ドギョム、スングァン                     | -            | 2018年3月21日 - 現在   |
|   | PRISTIN V        | ナヨン、ロア、ウヌ、レナ、ギョルギョン         | -            | 2018年5月28日          |

### ソロ
- ☆は現在所属しているアーティスト

| ★ | 名前           | 備考                | 期間                    |
| - | -------------- | ------------------- | ----------------------- |
|   | ソン・ダムビ   | -                   | 2007年 - 2015年         |
|   | MayBee         | -                   |                         |
| ☆ | BUMZU          | -                   | 2011年 -                |
|   | ハン・ドングン | -                   | 2013年 - 2019年12月20日 |
| ☆ | ナナ           | AFTERSCHOOLメンバー | 2017年11月20日 -        |
| ☆ | ギョルギョン   | 元PRISTINメンバー   | 2019年5月24日 -         |
| ☆ | イェハナ       | 元PRISTINメンバー   | 2019年5月24日 -         |
| ☆ | ソンヨン       | 元PRISTINメンバー   | 2019年5月24日 -         |

### 練習生
- デビュー前にサバイバル番組に出演した人物等について記述。

| ★ | 名前         | 備考                                               | 期間            |
| - | ------------ | -------------------------------------------------- | --------------- |
|   | ホ・ユンジン | Mnet『PRODUCE 48』PLEDIS代表 現LE SSERAFIMメンバー | 2017年 - 2020年 |

## ディスコグラフィ

### チャリティーアルバム
- Happy Pledis（2010年）
- Happy Pledis 2011（2011年）